# The Silver Case
The Silver Case (シルバー事件 Shirubā Jiken) est un jeu vidéo d'aventure développé par Grasshopper Manufacture et édité par ASCII Entertainment, sorti en 1999 sur PlayStation. Une réédition sur Windows et PlayStation 4 est respectivement sortie en 2016 et 2017.

## Accueil
- Adventure Gamers : 1,5/5[1]
- Famitsu : 30/40[2]